# Povoação, Açores
Povoação là một huyện thuộc Vùng tự trị Açores, Bồ Đào Nha. Huyện này có diện tích 106 km², dân số thời điểm năm 2001 là 6726 người.